# 章克申城 (堪萨斯州)
章克申城是美国堪萨斯州的一座城市，吉里县县治，位于曼哈顿都会区内，2000年人口18,886。
斯莫基希尔河和里帕布利肯河在章克申城汇流成堪萨斯河。